# Teatro Sueco
El Teatro Sueco (en sueco: Svenska Teatern; en finés: Ruotsalainen Teatteri) es un teatro de habla sueca en Helsinki, Finlandia ubicado en la plaza Erottaja (en sueco, Skillnaden), al final de la Esplanadi (Esplanaden). Fue el primer escenario nacional de Finlandia.

## Historia

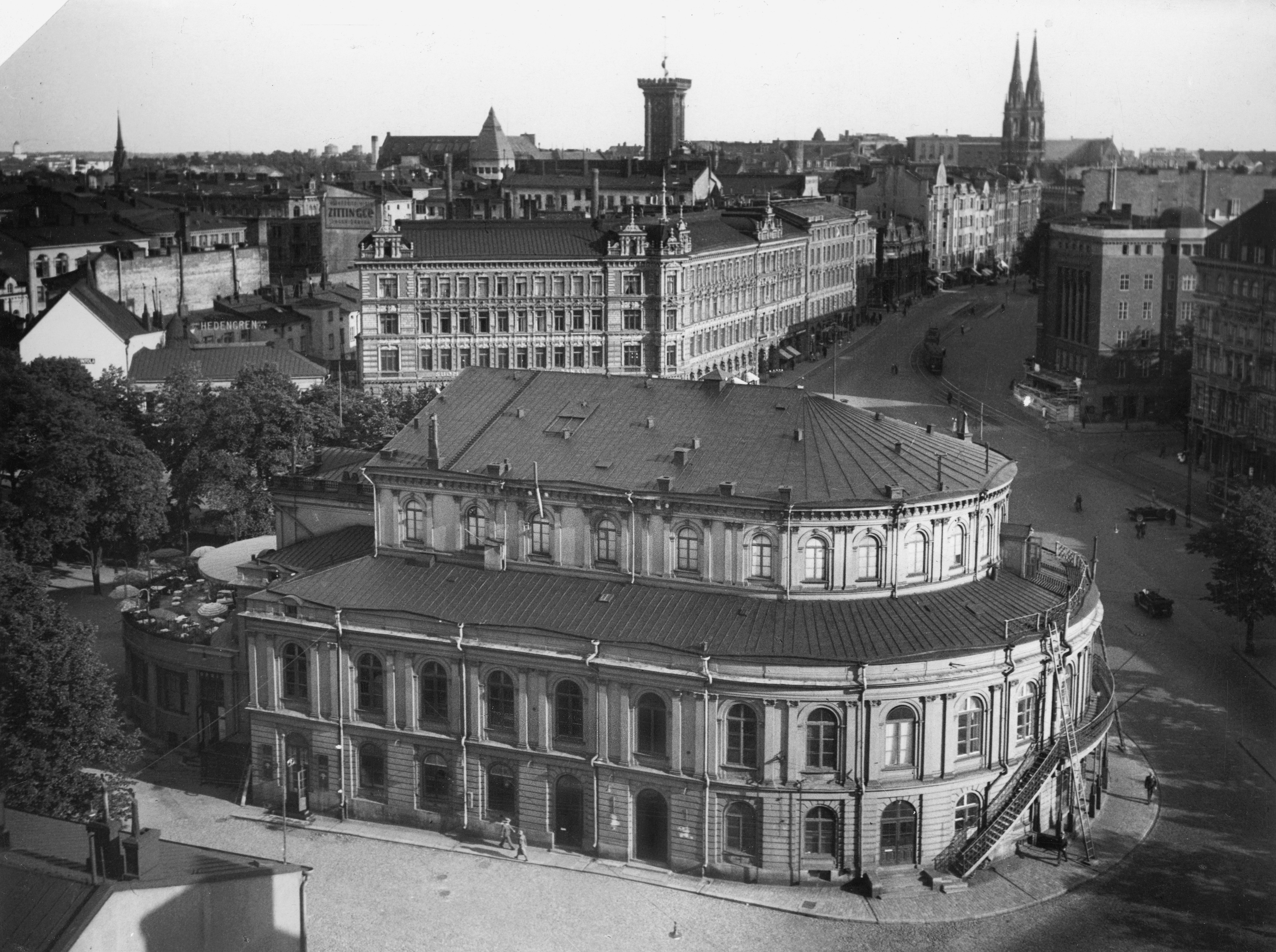
El teatro antes de la remodelación de 1935-1936

El primer teatro de Helsinki fue culminado en 1827. Era un edificio de madera, diseñado por el alemán Carl Ludvig Engel, que se encontraba en la esquina formada por Mikaelsgatan y Esplanaden; en esa época, el teatro no contaba con agentes permanentes, y muchos de los actores que se presentaban allí lo hacían mientras se encaminaban a San Petersburgo.
El edificio que diseñó Engel pronto se hizo demasiado pequeño para albergar a los posibles espectadores debido al aumento del interés en el teatro por parte de los vecinos de Helsinki, y un nuevo edificio fue inaugurado el 28 de noviembre de 1860. Este, diseñado por Georg Theodor Chiewitz, fue construido en Skillnaden, en el mismo sitio que hoy ocupa el actual Teatro Sueco. La primera obra que se puso en escena fue Princessan av Cypern, de Zacarías Topelius y Fredrik Pacius. Los primeros actores del teatro formaban parte del grupo de Pierre Deland, grupo que se presentó en el teatro entre 1860 y 1861. Si bien el idioma del teatro era el sueco, la actriz sueca Hedvig Raa-Winterhjelm introdujo el finés en el escenario.
Solo tres años después de que se terminara el edificio, un incendio lo destruyó en 1863. Fue reconstruido en breve y el teatro volvió a abrir sus puertas en 1866. Esta vez, el arquitecto fue el ruso  Nicolas Benois. El teatro llevó el nombre de Nya Teatern hasta 1887, año en el que un teatro finlandés fue inaugurado en Helsinki. Desde 1887 el nombre del teatro ha sido Svenska Teatern.
El edificio del Svenska Teatern fue remodelado en 1935 por los arquitectos Eero Saarinen y Jarl Eklund, quienes se encargaron de rediseñar la decorada fachada del teatro sustituyéndola por una más funcional.
A comienzos del siglo XX, la mayoría de directores y actores han sido suecos. En 1915, se decidió que el teatro se convirtiera en un escenario nacional del teatro sueco finlandés. Ya en 1908, una nueva escuela de teatro fue fundada por la administración del teatro.